# 25/11 Il giorno dell'autodeterminazione - Mishima e i giovani
25/11 Il giorno dell'autodeterminazione - Mishima e i giovani (11・25自決の日 三島由紀夫と若者たち?, 11.25 Jiketsu no hi - Mishima Yukio to wakamonotachi) è un film del 2012 diretto da Kōji Wakamatsu. Il film ha partecipato alla sezione Un Certain Regard al Festival di Cannes 2012.